# Fligetbladet hyld
Fligetbladet Hyld (Sambucus nigra var. laciniata) er en variant af Alm. Hyld, som adskiller sig fra arten ved, at småbladene er dybt opslidsede, sådan at løvet får et bregneagtig udseende. 

## Beskrivelse
Busken blomstrer ikke så kraftigt som normale planter af arten, og frugtsætningen er meget begrænset. Se i øvrigt flere data under artsbeskrivelsen

## Anvendelse
Denne variant bruges som prydbusk i større busketter, eller den kan bruges som solitærbusk under skyggede forhold.
| Portal | Portal:Botanik |